# US Sandweiler
Union Sportive Sandweiler ist ein luxemburgischer Fußballverein aus Sandweiler.

## Geschichte
Der Verein wurde 1937 gegründet. Während der deutschen Besetzung Luxemburgs im Zweiten Weltkrieg wurde er 1940 in FV Sandweiler umbenannt. 1944 erfolgte die Rückbenennung in den Gründungsnamen.
2010 verpasste der Verein den Aufstieg in die Ehrenpromotion durch ein 0:1 im Barragespiel gegen FC Minerva Lintgen.
2012 sicherte sich US Sandweiler die Meisterschaft in der 1. Division – 2. Bezirk und stieg erstmals in der Vereinsgeschichte in die Ehrenpromotion auf. Am Ende der Saison 2018/19 stieg Sandweiler in die 1. Division ab.